# Fonction de Mayer-f
Pour les articles homonymes, voir Mayer.
 (juillet 2012).
 (décembre 2019).
La fonction de Mayer f est une fonction qui apparait souvent dans les développements en séries de quantités thermodynamiques liées aux problèmes classiques de systèmes à N corps.

## Definition
Considerons un système de particules classiques {\displaystyle \mathbf {i} } et {\displaystyle \mathbf {j} } interagissant par des potentiels de paires {\displaystyle V(\mathbf {i} ,\mathbf {j} )}.
Pour des particules sphériques, la fonction de Mayer-f est définie comme :
{\displaystyle f(\mathbf {i} ,\mathbf {j} )=e^{-\beta V(\mathbf {i} ,\mathbf {j} )}-1}
où {\displaystyle \beta ={\frac {1}{k_{B}T}}}, avec {\displaystyle k_{B}} la constante de Boltzmann et {\displaystyle T} la température absolue en kelvins.